# Andrew Nkea
Andrew Nkea Fuanya (ur. 29 sierpnia 1965 w Widikum) – kameruński duchowny katolicki, arcybiskup Bamendy od 2020.

## Życiorys

### Prezbiterat
Święcenia kapłańskie otrzymał 22 kwietnia 1992 i został inkardynowany do diecezji Buéa. Przez kilka lat pracował duszpastersko, zaś w 1995 został kanclerzem kurii. W latach 2007–2010 był wykładowcą seminarium w Bamendzie, a w kolejnych latach pełnił funkcje m.in. wikariusza sądowego prowincji Bamenda oraz sekretarza Katolickiego Uniwersytetu Kamerunu.

### Episkopat
10 lipca 2013 papież Franciszek mianował go biskupem koadiutorem diecezji Mamfe. Sakry udzielił mu 23 sierpnia 2013 nuncjusz apostolski w Kamerunie – arcybiskup Piero Pioppo. Rządy w diecezji objął 25 stycznia 2014, po przejściu na emeryturę poprzednika.
30 grudnia 2019 został mianowany arcybiskupem metropolitą Bamendy. Ingres odbył 22 lutego 2020.